# Альфред Висоцький
Альфред Висоцький (26 серпня 1873 — 3 вересня 1959) — польський юрист і дипломат у Польщі. Був послом Польщі у Швеції (1924—1928), Німеччині (1931—1933) та Римі (1933—1938). У 1938—1939 роках був сенатором.

## Життєпис
Наприкінці ХІХ — на початку ХХ століття він був журналістом «Газети львівської», а також членом «Молодої польської богеми» у Львові.
У 1919—1920 рр. польський депутатський радник і повірений у справах у Празі, потім у Берліні. У 1922—1923 рр. генеральний інспектор польського консульства в Парижі.
З 1928 по 1931 рік заступник міністра закордонних справ. Польський сенатор у 1938—1939 роках. Залишався у Варшаві під час німецької окупації Польщі у Другій світовій війні.
Нагороджений Великим хрестом ордена Христа (1931). 10 листопада 1938 р. Висоцький був нагороджений великим поясом ордена Відродження Польщі за «видатні досягнення в державній службі».